# カジニャーナ
カジニャーナ（イタリア語: Casignana）は、イタリア共和国カラブリア州レッジョ・カラブリア県にある、人口約700人の基礎自治体（コムーネ）。

## 地理

### 位置・広がり

#### 隣接コムーネ
隣接するコムーネは以下の通り。
- ビアンコ
- ボヴァリーノ
- カラッファ・デル・ビアンコ
- サン・ルーカ
- サンターガタ・デル・ビアンコ